# AstorVoltaires
AstorVoltaires ist ein 2009 gegründete Epic-Doom- und Post-Rock-Projekt des chilenischen Musikers Juan Escobar.

## Geschichte
Juan Escobar gründete AstorVoltaires 2009 als Soloprojekt, bei welchem er die Musik und Texte schreibt, einspielt, aufnimmt, mischt und mastert. Das Debüt Katan nagantü erschien 2010 via Endless Winter und wurde mittelmäßig aufgenommen. Das zweite Album Black Tombs for Dead Songs erschien zwei Jahre nach dem Debüt über Rain Without End Records und Naturmacht Productions. Es wurde als Fortführung des Stils des Debüts beschrieben, und meist ebenso mittelmäßig beurteilt.
Nach der Veröffentlichung des zweiten Albums pausierte AstorVoltaires einen längeren Zeitraum, in welchem sich Escobar einerseits anderen Projekten wie Aphonic Threnody und Arrant Saudade widmete und nach Tschechien umzog, andererseits berichtete er in einer Pressemitteilung zur Veröffentlichung des dritten Albums von einer Schreibblockade. Im Jahr 2018 erschien La Quintaesencia de Júpiter über Slow Burn Records, einem Solitude-Productions-Subunternehmen als drittes Album und eine Kompilation unveröffentlichter Stücke als Download im Selbstverlag via Bandcamp. Mit La Quintaesencia de Júpiter präsentierte Escobar eine Stilveränderung des Projektes hin zum Postrock. Das neue Album wurde nur selten Rezensiert, aber die neue Ausrichtung der Musik wurde lobend wahrgenommen.

## Stil
Das Webzine Doom-Metal.com beschreibt die Musik von AstorVoltaires als Erforschung der melodischen Seiten und der progressiven Aspekte des Doom Metal mit der Konzentration auf eine melancholische Atmosphäre. Die Band kreiere eine Atmospheric Doom genannte sanfte und dramatische Musik, deren Sanftheit nicht ohne Spannung sei. Als Vergleich wird das Projekt Mar de Grises angeführt. Auch weitere Rezensenten verweisen auf die chilenische Gruppe für die Escobar zeitweise als Sänger tätig war. Die Musik der ersten beiden Alben wird in Rezensionen als „langsamer und riffbetonter Death/Doom mit viel Klargesang und zahlreichen ruhigen, atmosphärischen Passagen“ sowie als  „sanfte Unhärte [und] Doom Metal light“ wahrgenommen. La Quintaesencia de Júpiter hingegen wurde mit Gruppen wie Mogwai und Godspeed You! Black Emperor verglichen und als eine „von Melancholie geprägte und entspannte Post-Rock-Explosion“ betitelt.

## Diskografie
- 2010: Katan Nagantü (Album, Endless Winter)
- 2012: BlackTombsForDeadSongs (Album, Rain Without End Records/Naturmacht Productions)
- 2018: Unreleased Song (Download-Kompilation, Selbstverlag)
- 2018: La Quintaesencia De Júpiter (Slow Burn Records)